# Логан (киноперсонаж)
Джеймс Хо́улетт (англ. James Howlett), в дальнейшем становится известен под именем Ло́ган (англ. Logan) и прозвищем Росома́ха (англ. Wolverine) — персонаж серии фильмов «Люди Икс» производства 20th Century Fox и медиафраншизы «Кинематографическая вселенная Marvel» производства Marvel Studios, роль которого исполнил Хью Джекман. Росомаха основан на одноимённом герое Marvel Comics, созданном Роем Томасом, Леном Уэйном и Джоном Ромитой-старшим.
Родившийся мутантом с исцеляющим фактором и долголетием, Джеймс Хоулетт прожил много десятков лет и принял участие во множестве исторических мировых конфликтов, прошёл путь наёмника-одиночки, прежде чем присоединиться к команде таких же одарённых как он сверхлюдей, известных как Люди Икс.
Логан — ключевой персонаж киносерии, фигурировавший в девяти фильмах с момента своего первого появления в картине «Люди Икс» 2000 года. Считается, что персонаж Джекмана способствовал росту популярности франшизы и стал её главным действующим лицом.
Исполнивший роль Росомахи Хью Джекман был включён в Книгу рекордов Гиннесса в категории «самая продолжительная роль супергероя Marvel в кино».

## Создание образа

### Первое появление персонажа
В 1970-х главный редактор Marvel Comics Роем Томасом поручил сценаристу Лену Уэйну создать персонажа со специфическим именем «Росомаха», мужчину канадского происхождения небольшого роста и скверным характером, своей жестокостью напоминающего реальную росомаху. Джон Ромита-старший разработал дизайн первого костюма Росомахи и добавил к образу персонажа выдвижные когти. Сам Ромита поделился воспоминаниями по этому поводу: «Работая над дизайном я хотел сделать костюм практичным и функциональным. Я подумал, а что если у человека будут подобные когти, как тогда он будет чесать нос и завязывать шнурки?». Росомаха дебютировал на последней «тизерящей» панели комикса The Incredible Hulk № 180 (октябрь 1974), написанного Вайном и проиллюстрированного Гербом Тримпе. Впоследствии персонаж фигурировал в рекламных материалах различных комиксов издательства Marvel, прежде чем полноценно появиться в The Incredible Hulk № 181 (ноябрь 1974), к работе над которым вернулись Вайн и Тримпе. В 2009 году Тримпе заявил, что «отчётливо помнит набросок Ромиты» а также, то, как [Ромита и Вайн] сшили этого монстра, а я оживил его при помощи тока!… На самом деле он был одним из второсортных, если не третьестепенных персонажей данного онгоинга, поэтому мы и не подозревали, во что это может вылиться. Мы регулярно создавали новых персонажей для очередного выпуска The Incredible Hulk и на этом их путь заканчивался".
В Giant-Size X-Men # 1 1975 года, сценаристом которого выступил Вайн, а художником Дэйв Кокрум, Росомаха присоединился к Людям Икс. Кейн создал обложку к выпуску, однако неправильно нарисовал маску Росомахи, добавив характерные насадки-уши. Тем не менее, Кокруму понравился новый дизайн маски (поскольку оригинальная версия, по его мнению, напоминала маску Бэтмена) и руководствовался им в иллюстрациях для комикса. Также Кокрус стал первым художником, нарисовавшим Росомаху без маски. Он придумал его фирменную причёску, ставшую одной из отличительных особенностей внешнего вида персонажа. Вслед за этим последовало возрождение линейки X-Men, начиная с X-Men # 94 (август 1975), проиллюстрированного Кокурмом и написанного Крисом Клермонтом. Первоначально, в X-Men и Uncanny X-Men Росомаха находился в тени других персонажей, однако добавил напряжение внутри команды, влюбившись в девушку Циклопа, Джин Грей. По мере развития серии, Клэрмонт и Кокрум (которым больше нравился Ночной Змей) хотели исключить Росомаху из сюжета. Тем не менее, преемник Кокрума на посту художника Джон Бирн встал на защиту персонажа, будучи таким же канадцем, как и Росомаха, отчего ему не хотелось, чтобы герой-канадец покинул комикс. В своих иллюстрациях он рисовал Росомаху по образу актёра Пола Д’Амато, сыгравшего доктора Крюка в спортивном фильме «Удар по воротам» 1977 года.

### Ранние попытки адаптации в кино
В 1984 году, сценаристы и главные редакторы Marvel Comics Джерри Конвей и Рой Томас написали сценарий к фильму «Люди Икс», в то время, когда правами на экранизацию владела Orion Pictures, однако производство картины приостановилось, когда студия столкнулась с финансовыми трудностями. С 1989 по 1990 год Стэн Ли и Крис Клермонт вели переговоры с Carolco Pictures о разработке фильма о Людях Икс. На тот момент продюсером ленты должен был выступить Джеймс Кэмерон, а режиссёром — Кэтрин Бигелоу. Также Бигелоу написала черновой вариант сценария, в то время как Боб Хоскинкс рассматривался на роль Росомахи, а роль Шторм могла исполнить Анджеле Бассетт. Сделка сорвалась, поскольку Стэн Ли подтолкнул Кэмерона переключить внимание на создание фильма о Человеке-пауке. Carolco обанкротилась, в результате чего права на экранизацию вернулись к Marvel. В декабре 1992 года, Marvel провела безрезультатные переговоры с Columbia Pictures относительно продажи прав собственности Между тем, Ави Арад продюсировал мультсериал «Люди Икс» для канала Fox Kids. Руководству 20th Century Fox понравился анимационный проект, в связи с чем продюсер Лорен Шулер Доннер приобрела права на экранизацию в 1994 году, привлекая Эндрю Кевина Уокера для написания сценария.
По сюжету сценария Уокера, Профессор Икс вербовал Росомаху в команду Людей Икс, состоящую из: Циклопа, Джин Грей, Человека-льда, Зверя и Ангела. Братство мутантов, возглавляемое Магнето, включало: Саблезубого, Жабу, Джаггернаута и Пузыря. Они намеревались захватить Нью-Йорк, тогда как Генри Питер Гайрич и Боливар Траск атаковали Людей Икс роботами Стражами. В основе сценария лежало соперничество Росомахи и Циклопа, последний из которых сомневался в своих навыках в качестве полевого командира. В предыстории Магнето упоминалось, что он являлся причиной Аварии на Чернобыльской АЭС. Также в сценарии фигурировали Икс-коптер и Комната опасности. В июне 1994 года Уокер предоставил второй вариант сценария. Лаэта Калогридис, Джон Логан, Джеймс Шеймус и Джосс Уидон принимали участие в доработке материала. По одной из версий сценария Магнето превращал Манхэттен в «родину мутантов», а в другой освещался роман Росомахи и Шторм. В сценарии Уидона присутствовала Комната опасностей, а в финале Джин принимала роль Феникса Согласно Entertainment Weekly, этот сценарий был отклонён из-за «остроумного подхода Уидона ссылаться на поп-культуру, который не сочетался с более серьёзным видением». В итоговой версии сохранилось только два диалога, написанных Уидоном. В 1996 году, Майкл Шейбон предоставил FOX 6-страничный сценарий к фильму. Сюжет, по большей части, вращался вокруг персонажей Росомахи и Джубили. Помимо них в команде состояли: Профессор Икс, Циклоп, Джин Грей, Ночной Змей, Зверь, Человек-лёд и Шторм. По задумке Шейбона, злодеи должны были появиться только в сиквеле.

### Кастинг и исполнение
Многие актёры рассматривались на роль Росомахи в экранизации «Людей Икс». Вигго Мортенсен получил предложение пройти прослушивание, однако не смог принять участие в пробах из-за конфликта в расписании. В какой-то момент в 1990-х, Гленн Данциг также выступал кандидатом на роль Логана из-за внешнего сходства с персонажем, однако тоже отказался от предложения, поскольку прослушивание помешало бы 9-месячному туру его группы. Брайан Сингер провёл переговоры со множеством актёров, включая Рассела Кроу, Киану Ривза и Эдварда Нортона. Fox исключила кандидатуру Мела Гибсона в целях экономии бюджета. Несмотря на то, что изначально Росомаху должен был сыграть Дугрей Скотт, в конечном итоге роль досталась Хью Джекману. Решение о закреплении за ролью Джекмана сочли спорным, поскольку, в отличие от персонажа из комиксов актёр обладал высоким ростом, однако его интерпретация была удостоена положительных отзывов критиков и фанатов. Рост комиксного Росомахи составляет 5 футов 3 дюйма (1,60 м) тогда как рост Хью Джекмана измерялся в количестве 6 футов и 2 дюймов (1,88 м). В интервью с The Huffington Post Джекман заявил, что его персонаж должен был появиться в качестве камео в фильме «Человек-паук»
Трой Сиван был выбран на роль маленького Джеймса Хоулетта в фильме «Люди Икс: Начало. Росомаха» 2009 года после того, как съёмочная группа увидела музыкальный номер с его участием на Седьмом канале телемарафона в Перте Первоначально юного Джеймса должен был сыграть Коди Смит-Макфи, однако он не смог присоединиться к проекту из-за съёмок в фильме «Дорога». Впоследствии Смит-Макфи сыграл Ночного Змея в картинах «Люди Икс: Апокалипсис» и «Люди Икс: Тёмный Феникс».

## Характеристика

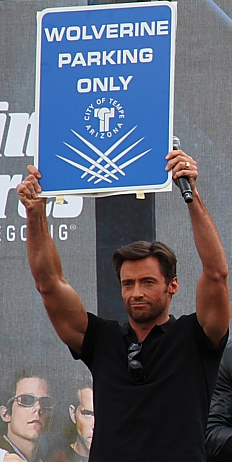
Джекман на премьере фильма «Люди Икс: Начало. Росомаха»

Логан является представителем типа ISTP в соответствии с типологией личности Майерса-Бриггса. Персонаж позиционируется как «одиночка», часто отделяющийся от Людей Икс для решения личных вопросов или проблем. Хоулетт непочтителен и непокорен по отношению к обладающим авторитетом людям, но в то же время он неоднократно показывал себя надёжным союзником и способным лидером, который время от времени прибегает к ироничному и саркастическому чувству юмора. Несмотря на немногословность персонажа, Логан выражает множество необходимых для передачи эмоций, поэтому Джекман вдохновлялся игрой Клинта Иствуда в фильме «Грязный Гарри» и Мелом Гибсоном в картине «Безумный Макс 2: Воин дороги».
Изначально новости об утверждении Джекмана на роль Росомахи были негативно восприняты общественностью, поскольку актёра сочли «слишком высоким и красивым» для «низкорослого и несколько дикого канадца». Рост Джекмана составляет 1,90 м (6 футов 3 дюйма), что делает его на 30 см выше Росомахи, рост которого в оригинальном комиксе не превышает 5 футов 3 дюймов (1,60 м). Таким образом, создателям фильма приходилось снимать Джекмана под необычными углами или на уровне выше пояса, чтобы он казался ниже, чем он есть на самом деле, а его партнёры по фильму носили подошвы на платформе. От Джекмана также требовалось нарастить мышечную массу для роли, отчего, при подготовке к фильмам, он соблюдал строгую диету и придерживался режима физических упражнений. Сцены во франшизе, в которых Логан появляется без рубашки, в частности «Люди Икс: Начало. Росомаха» 2009 года, стали по мнению Джекмана главной причиной превращения персонажа в секс-символ. Прежде чем приступить к съёмкам, Джекман прошёл интенсивный режим силовых тренировок, чтобы улучшить своё телосложение для этой роли. Он выбрал другую программу, чтобы изменить своё тело, а также выполнял тренировки по укреплению сердечно-сосудистой системы. Джекман отметил, что в сцене, где обнажённый Логан поднимается из резервуара после операции по внедрению адамантия, его тело не подвергалось компьютерной обработке.
Говоря о том, почему классический костюм Росомахи из комиксов никогда не появлялся на экране, режиссёр Джеймс Мэнголд высказал мнение, что жёлтый костюм никогда не имел смысла ни в одном фильме о Людях Икс и казался не вписывающимся в стилистику фильмов: «Кто надевает специальный костюм с эмблемой прежде, чем делать добрые дела? И зачем? Единственная причина — чтобы все знали, что это сделал именно ты. На Росомаху это похоже меньше всего: надеть фирменный костюм, особенно канареечно-жёлтого цвета, и делать добрые дела у всех на виду, чтобы люди кричали: „Боже! Это Росомаха!“».

## Биография персонажа

### Ранняя жизнь
Джеймс Хоулетт родился в 1832 году, в Канаде, где в возрасте 13 лет впервые пробудились его вызванные мутацией способности, когда он смертельно ранил садовника своей семьи, который убил его отца. Джеймс покинул родительский дом узнав, что садовник был его биологическим отцом, а также заметив отвращение в глазах матери. Вместе со своим сводным братом Виктором Кридом Хоулетт в течение следующего столетия принял участие в многочисленных войнах, включая Вторую мировую войну, в которой, находясь в японском лагере для военнопленных в 1945 году, спас жизнь японскому офицеру Итиро Ясиде во время бомбардировки Нагасаки.

### Оригинальный таймлайн

#### Команда Икс и становление Росомахой
В 1962 году к Хоулетту обратились Чарльз Ксавьер и Эрик Леншерр, занимавшиеся вербовкой других мутантов. В ответ на предложение присоединиться, Хоулетт в грубой форме отказался. Во время войны во Вьетнаме, он ненадолго состоял в рядах секретной ударной группы «Команда Икс», возглавляемой полковником Уильямом Страйкером. Страйкер вызволил его и Виктора из заточения после того, как Джеймс встал на защиту брата после нападения на старшего в звании офицера, который пытался помешать ему убить жительницу деревни. В конечном итоге, Джеймс покинул группу, разочаровавшись в методах их работы. Тем не менее, прошлое Хоулетта настигло его в Канаде, где он поселился под именем Логан и построил отношения с Кайлой Сильверфокс. После её «смерти» Джеймс согласился принять участие в «Оружии Икс», проекте, цель которого заключалась во внедрении в его скелет адамантия. Взяв кодовое имя Росомаха в честь алгонкинского духа Куакуачу, Хоулетт поклялся убить предавших его Страйкера и Крида. Тем не менее, он заключил перемирие с Кридом, узнав, что смерть Кайлы была сфальсифицирована. Вместе с Виктором он сражался с Оружием XI и убил его, после чего Страйкер выстрелил Хоулетту в мозг адамантиевыми пулями. Джеймс выжил, тем не менее память оказалась потеряна, отчего, идентифицировав себя по армейскому жетону, он продолжил жить под именем Логан.

#### Присоединение к Людям Икс

Росомаха в составе Людей Икс в фильме «Люди Икс» 2000 года

Годы спустя, в начале 2000-х, Логан участвует в подпольных боях в клетке в Лафлин-Сити, городе Альберта. Там он знакомится с Мари Д’Анканто, известной как Роуг, сбежавшей из дома девушкой-мутантом. На дороге на них нападает Виктор Крид, который начал действовать под именем Саблезубый и присоединился к Магнето. Двое учеников Ксавьера — Циклоп и Шторм прибывают на помощь Росомахе и Шельме и спасают их. Обоих доставляют в особняк Ксавьера, также известный как «Школа для одарённых подростков» в округе Вестчестер, штат Нью-Йорк. Ксавьер говорит Логану, что Магнето, по всей видимости, заинтересовался им, и просит его остаться, пока мутанты Ксавьера, Люди Икс, расследуют недавний инцидент. Роуг поступает в школу и навещает Логана, пока ему снится кошмар. Вздрогнув, он случайно наносит ей удар, однако та поглощает его способность самоисцеления, чтобы залечить рану. Обеспокоенная этим происшествием, Роуг уходит из школы, но Логан перехватывает её в поезде и убеждает вернуться. Прежде чем они успевают уйти, появляется Магнето, который выводит из строя Логана и забирает с собой Роуг, являющейся важнейшей частью его плана. Узнав, что Магнето планирует при помощи специального устройства обратить в мутантов мировых лидеров, собравшихся на встречу на соседнем острове Эллис, Логан и остальные члены Людей Икс взбираются на Статую Свободы, где сражаются с Братством Мутантов. В процессе противостояния Логан сбрасывает Саблезубого в океан. С поражением Магнето, профессор Икс направляет Логана на заброшенную военную базу около озера Алкали, где Росомаха может найти информацию о своём прошлом. Логан покидает школу на мотоцикле Циклопа.
Четыре дня спустя, остановившись по пути к озеру Алкали, чтобы пополнить свой бензобак, Логан замечает выслеживающего его Саблезубого, после чего обнаруживает у него на шее точно такие же жетоны. Оба отправляются в соседний бар, где Саблезубый рассказывает о своём падении со Статуи Свободы и восстановлении некоторых утраченных воспоминаний, в частности о том, что его зовут «Виктор», об убийстве младенцев и стариков и о Логане. Их прерывают солдаты, ищущие Виктора, которые узнают в Логане «Оружие Икс». Сражаясь с солдатами, Логан и Виктор удивляются инстинктивной командной работе, но, в конце концов, терпят поражение. Они приходят себя будучи связанными на вертолёте, где Виктор извиняется перед Логаном за прошлое. Затем Уильям Страйкер внедряет адаматний в кости Виктора, но терпит неудачу, оправдывая свои изначальные опасения, однако проводит успешную операцию с Леди Смертельный Удар. Узнав о том, что Логан выжил, Страйкер выражает желание снова увидеть «Росомаху».
Через три дня после этих событий, Логан возвращается в школу профессора Икс для одарённых подростков, на которую некоторое время спустя нападает Страйкер, после чего Росомаха и Люди Икс объединяются с Магнето и Мистик, чтобы остановить его. Во время противостояния со Страйкером и Леди Смертельный Удар, Логан восстанавливает часть своей памяти и решает остаться с Людьми Икс вопреки обещаниям Страйкера помочь разобраться в его прошлом. Страйкер погибает, когда база Алкали уходит под воду.
Несколько лет спустя, Ксавьер отправляет Логана и Шторма расследовать исчезновение Скотта Саммерса на озере Алкали. На месте они находят лишь летающие камни, очки Саммерса и Джин Грей без сознания. Ксавьер объясняет Логану, что когда Джин пожертвовала собой, чтобы спасти их, она высвободила «Феникса», тёмную и чрезвычайно сильную личность, которую Ксавьер телепатически подавлял. Когда та приходит в себя Логан осознаёт, что Саммерса убил именно Феникс, а не та Джин, которую он когда-то знал. Джин убивает Ксавьера и присоединяется к Магнето, который планирует осадить лабораторию Уортингтона, расположенную в Алькатрасе, чтобы уничтожить так называемое «лекарство» от мутации. Логан, Шторм и Зверь возглавляют оставшихся Людей Икс в отражении нападения. В ходе битвы, Логан просит Колосса бросить его в Магнето, чтобы отвлечь его на достаточно долгое время и дать возможность Хэнку Маккою ввести Леншерру «лекарство» и, тем самым, лишить его сил. В тот момент, когда Логан пытается вразумить Джин, прибывает армейское подкрепление и атакует её. Пробудившийся Феникс убивает солдат и начинает уничтожать Алькатрас и всех находящихся в пределах досягаемости её сил людей. Логан осознаёт, что только он может остановить Феникса благодаря своему исцеляющему фактору и адамантиевому скелету. Когда Логан приближается к ней, Джин на мгновение возвращает контроль нал рассудком и умоляет его спасти её и всех остальных, в результате чего Логан наносит ей смертельное ранение, которое приводит к смерти его возлюбленной.

#### Изоляция
Спустя годы, охваченный чувством вины Логан ведёт одиночный образ жизни на Юконе. Росомаху находит Юкио, мутант со способностью предвидеть гибель людей, которую отправил на его поиски пожилой Итиро Ясида, дабы отплатить Логану за спасение своей жизни во время Второй мировой войны. Логан отказывается передать свой исцеляющий фактор Ясиде. Это приводит к серии событий, в ходе которых Росомаха защищает внучку Итиро, Марико Ясиду, от сына Итиро, Сингэна Ясиды. В ходе этих событий блокируются целебные способности Логана. Также, он теряет свои адамантиевые когти, однако, вместе с тем избавляется от чувства вины за смерть Джин. Вернувшись в Соединённые Штаты два года спустя, Логан встречает восстановившего силы Магнето и воскресшего профессора Икс, которые сообщают ему о надвигающейся угрозе для всех мутантов в недалёком будущем. В удалённой сцене фильма был показан жёлтый костюм Росомахи из комиксов.

#### Путешествие во времени
К 2023 году мир захватывают Стражи, охотники на мутантов. Росомаха объединяется с выжившими мутантами и Людьми Икс. Разум Логана переносится в 1973 год, в его молодое тело. Он помогает Чарльзу и Леншерру, а также Хэнку Маккою удержать Мистик от убийства Боливара Траска, предотвращая наступление апокалиптического будущего. С завершением миссии Росомахи, исходная временная шкала стирается.

### Обновлённый таймлайн

#### Захват Оружием Икс
В обновлённой реальности 1973 года, Логана захватывает Страйкер, который внедряет в его скелет адамантий и подвергает жестокой психической обработке, в результате чего Росомаха оказывается более диким и озлобленным, чем когда бы то ни было. Когда некоторые из Людей Икс также попадают в плен к Страйкеру, Джин, Скотт и Ночной Змей проникают на базу Страйкера и находят клетку, в которой Джин ощущает присутствие человека и освобождает Логана, чтобы тот помог им. Когда Росомаха убивает людей Страйкера, троица мутантов находит его, и Джин телепатически восстанавливает часть человеческих воспоминаний Логана, прежде чем тот сбегает с базы. По данным, его нашли Люди Икс, и приютили.

#### Современность
В течение следующих 40 лет Логан присоединился к Людям Икс, в конечном итоге став учителем истории в школе Ксавьера для одарённых подростков. В 2023 году прошлое «я» Логана приходит в сознание, не помня о действиях своего будущего «я», проснувшись в теле новой версии себя в изменённом будущем.

#### Падение Людей Икс и смерть
К 2028 году серьёзно ухудшился исцеляющий фактор Логана, из-за чего он начал стремительно стареть, будучи одной из жертв вируса, выпущенного «Alkali-Transigen». Вирус ослабил существующих мутантов и предотвратил появление на свет их потомков. Кроме того, из-за понижения эффективности исцеления Росомаха начал медленно умирать от отравления адамантием. В то же время, у Ксавьера развилась болезнь Альцгеймера, в результате чего тот непреднамеренно убил несколько сотен человек, включая большинство Людей Икс. Логан попросил Калибана помочь ему позаботиться о Ксавьере. Вместе они перевезли Ксавьера в Мексику, недалеко от границы с США. В 2029 году Логан работает шофёром под данным ему при рождении именем и занимается торговлей лекарствами вдоль границы между Соединёнными Штатами и Мексикой. Он и Калибан обитают на заброшенном плавильном заводе за границей в Мексике и заботятся о тяжело больном Ксавьере. Бывшая медсестра «Alkali-Transigen» Габриэла Лопес поручает ему сопроводить 11-летнюю Лору в Северную Дакоту, в место под названием «Эдем». Логан, Чарльз и Лора убегают от охотников «Alkali-Transigen» во главе с Дональдом Пирсом и обнаруживают, что Лора — дочь Логана, выведенная из его ДНК. Пребывая в доме семьи Мансонов, которым они помогли на шоссе, Ксавьер погибает от руки клона Росомахи. Спасаясь бегством, Логан и Лора хоронят профессора возле озера.
В конечном итоге, Логан и Лора добираются до Эдема, убежища, которым управляют Риктор и бывшие испытуемые «Alkali-Transigen». Там Логан узнаёт, что детям предстоит путь через лес к канадско-американской границе, и поручает Лоре вести их, прежде чем отправиться в путь самостоятельно. Тем не менее, когда детей обнаруживают и захватывают в плен, Логан использует сыворотку мутанта, предоставленную Риктором, чтобы восстановить свою силу и исцеляющий фактор. Он встречает Зандера Райса, создателя вируса, погубившего мутантов, и убивает его. Несмотря на смерть Райса и Пирса, Логан терпит поражение от руки своего клона, который насаживает его на лежащее дерево. Лора стреляет клону в голову адамантиевой пулей, которую Логан носил с собой много лет. Логан просит Лору не становиться оружием, которым она была создана, и после того, как она со слезами на глазах признаёт его своим отцом, Джеймс Хоулетт мирно умирает у неё на руках. Лора и дети хоронят его, прежде чем продолжить путешествие через границу. Лора перекладывает набок крест на его могиле, образуя букву «X» в честь последнего из Людей Икс.
Чуть позже, на место его захоронения прибывает Дэдпул в надежде воскресить Росомаху, так как он был "якорным существом" его вселенной и с его смертью вселенная медленно умирает, поэтому агент УВИ Парадокс намеревается уничтожить её раньше времени. Выкопав его скелет и осознав, что воскресить Логана невозможно, Уэйд использует его адамантиевые останки для защиты от агентов УВИ, посланных схватить болтливого наёмника.

## В других медиа

### Кино
- В интервью с Huffington Post Джекман признался, что он должен был повторить роль Росомахи в фильме «Человек-паук» 2002 года в качестве камео, однако съёмочной группе не удалось получить костюм Логана из фильма «Люди Икс» 2000 года, и появление не состоялось[33].
- В удалённой сцене фильма «Фантастическая четвёрка», во время свидания со Сью Шторм, Рид Ричардс изменяет своё лицо, в результате чего становится похож на Хью Джекмана в роли Логана. Эта сцена была добавлена в «Расширенную версию» фильма.
- В первой сцене мультфильма «Смывайся!» 2006 года, Родди (озвученный Джекманом) перебирает костюмы из своего гардероба, одним из которых оказывается снаряжение Росомахи.
- Винс Вьелоф сыграл стереотипную версию Росомахи Джекмана в пародийном фильме «Очень эпическое кино» 2007 года, с комедийной интерпретацией моментов из фильма «Люди Икс: Последняя битва» 2006 года.
- Крейг Бирко сыграл Росомаху в пародийном фильме «Супергеройское кино» 2008 года.
- Джекман ссылался на роль Логана в фильмах «Ночь в музее: Секрет гробницы» 2014 года и «Я, Эрл и умирающая девушка» 2015 года.
- Когда «Фермер» находится в образе «Мистера Икс» в мультфильме «Барашек Шон» 2015 года, в кадре появляется плакат, пародирующий постер фильма «Росомаха: Бессмертный» 2013 года.
- Несмотря на отсутствие Росомахи в фильме «Дэдпул» 2016 года, персонаж и исполняющий его актёр Хью Джекман были неоднократно упомянуты главным героем. Кроме того в финале фильма Дэдпул был показан в маске, сделанной из фотографии Хью Джекмана.
- В опенинге фильма «Величайший шоумен» 2017 года, где снялся Джекман, присутствует пасхалка на Росомаху в виде скрещённых рук с когтями в открывающих титрах[52].
- В начале фильма «Дэдпул 2» 2018 года Дэдпул кладёт на стол музыкальную шкатулку с изображением умирающего Росомахи из фильма «Логан». В другой сцене Дэдпул подписывает коробку с хлопьями мальчику с лицом Джекмана. В сцене после титров, Дэдпул попадает в прошлое, в кульминацию фильма «Люди Икс: Начало. Росомаха», где убивает Оружие XI и заявляет Логану, что он «заскочил таймлайн поправить». Для сцен с Джекманом были использованы архивные кадры из фильма «Начало. Росомаха»[53].

### Видеоигры
Видеоигры X2: Wolverine's Revenge, X-Men: The Official Game и X-Men Origins: Wolverine основаны на серии фильмов «Люди Икс». В последних двух его озвучил сам Хью Джекман, в то время как в X2: Wolverine’s Revenge на роль Росомахи был приглашён Марк Хэмилл. Действие первой игры не учитывает события фильма, в то время как вторая игра освещает события фильмов «Люди Икс 2» и «Люди Икс: Последняя битва»: когда Логан оплакивает погибшую Джин Грей и сталкивается лицом к лицу с Джейсоном Страйкером и Леди Смертельный Удар, которые работают на ГИДРУ и берут под контроль Стражей, чтобы искоренить мутантов. Также Логан встречает своего брата Виктора, оказавшегося скованным адамантием и подвергнутого Страйкером процедуре по очищению памяти. Сюжет третьей игры представляет собой компиляцию сюжета фильма «Люди Икс: Начало. Росомаха» и оригинальной истории, придуманной Raven Software с использованием технологии Unreal Engine. 

## Критика и наследие

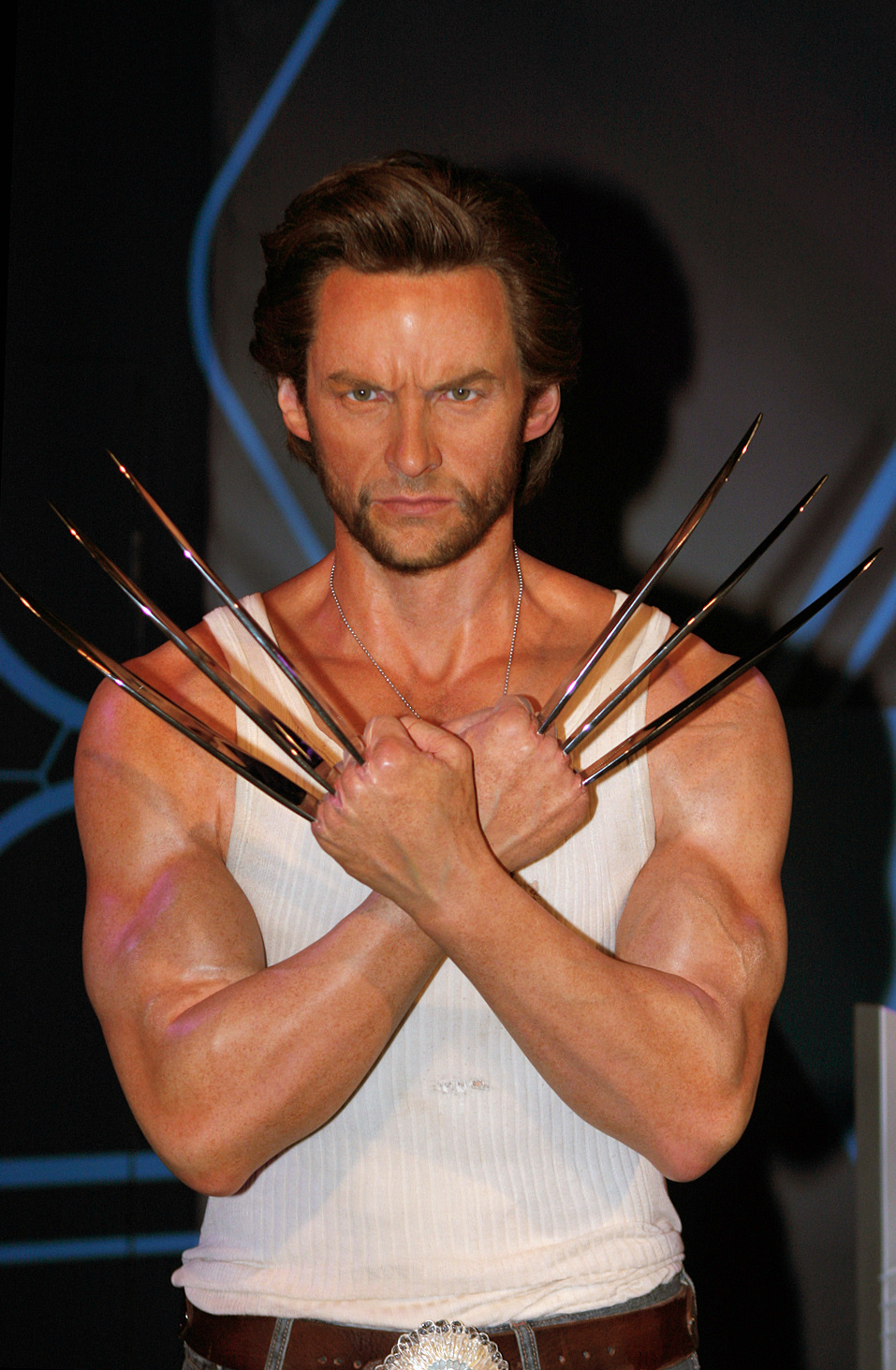
Восковая модель Хью Джекмана в образе Росомахи в Музее мадам Тюссо

Хью Джекман был удостоен положительных отзывов кинокритиков и зрителей за роль Росомахи. The Hollywood Reporter поместил его на 1-е место среди «величайших исполнителей в супергеройских фильмах в истории». Играя эту роль в течение 17 лет в девяти фильмах, Джекман попал в Книгу рекордов Гиннесса в категории «самая продолжительная роль супергероя Marvel в кино».

### Награды и номинации
| Год  | Фильм                              | Награда                     | Категория | Результат | Примечания |
| ---- | ---------------------------------- | --------------------------- | --- | --------- | ---------- |
| 2001 | «Люди Икс»                         | Сатурн                      | Лучший актёр | Победа    | [ 56 ]     |
| 2001 | «Люди Икс»                         | MTV Movie & TV Awards       | Лучшая актёрская команда (with Хэлли Берри, Джеймс Марсден и Пэкуин Анна)                                           | Номинация | [ 57 ]     |
| 2001 | «Люди Икс»                         | MTV Movie & TV Awards       | Лучший прорыв года                                                                                                  | Номинация | [ 57 ]     |
| 2004 | «Люди Икс 2»                       | Империя                     | Лучшую мужская роль                                                                                                 | Номинация | [ 58 ]     |
| 2004 | «Люди Икс 2»                       | MTV Movie & TV Awards       | Лучший бой (с Келли Ху)                                                                                             | Номинация | [ 59 ]     |
| 2010 | «Люди Икс: Начало. Росомаха»       | MTV Movie & TV Awards       | Лучший бой (с Лиевом Шрайбером и Райаном Рейнольдсом)                                                               | Номинация | [ 60 ]     |
| 2010 | «Люди Икс: Начало. Росомаха»       | People’s Choice Awards 2010 | Любимая звезда боевиков                                                                                             | Победа    | [ 61 ]     |
| 2010 | «Люди Икс: Начало. Росомаха»       | People’s Choice Awards 2010 | Любимая экранная команда (с Дэниелом Хенни, Домиником Монаганом, Лиевом Шрайбером, Райаном Рейнольдсом и will.i.am) | Номинация | [ 61 ]     |
| 2013 | «Росомаха: Бессмертный»            | People’s Choice Awards 2014 | Любимый актёр боевиков                                                                                              | Номинация | [ 62 ]     |
| 2014 | «Росомаха: Бессмертный»            | Kids’ Choice Awards         | Любимый актёр жанра экшн                                                                                            | Номинация | [ 63 ]     |
| 2014 | «Росомаха: Бессмертный»            | Империя                     | Премия «Икона Империи»                                                                                              | Победа    | [ 64 ]     |
| 2014 | «Люди Икс: Дни минувшего будущего» | People’s Choice Awards 2014 | Любимый киноактёр                                                                                                   | Номинация | [ 62 ]     |
| 2015 | «Люди Икс: Дни минувшего будущего» | Kids’ Choice Awards         | Любимый киноактёр                                                                                                   | Номинация | [ 65 ]     |
| 2015 | «Люди Икс: Дни минувшего будущего» | Kids’ Choice Awards         | Любимый актёр жанра экшн                                                                                            | Номинация | [ 66 ]     |
| 2017 | «Логан»                            | MTV Movie & TV Awards       | Лучшая мужская роль                                                                                                 | Номинация | [ 67 ]     |
| 2017 | «Логан»                            | MTV Movie & TV Awards       | Лучшая актёрская команда с Дафни Кин)                                                                               | Победа    | [ 67 ]     |
| 2018 | «Логан»                            | Империя                     | Лучшая мужская роль                                                                                                 | Победа    | [ 68 ]     |
| 2018 | «Логан»                            | Сатурн                      | Лучший актёр | Номинация | [ 69 ]     |